# Dialectes du breton
 (mars 2024).
Si vous disposez d'ouvrages ou d'articles de référence ou si vous connaissez des sites web de qualité traitant du thème abordé ici, merci de compléter l'article en donnant les références utiles à sa vérifiabilité et en les liant à la section « Notes et références ».
Le breton, comme beaucoup de langues, connaît des variétés dialectales. Il y a une faible variation de vocabulaire, infime différence de morphologie[réf. nécessaire]. Les différences les plus importantes sont phonétiques (place de l'accent et traitement de certains phonèmes).

## KLTG

La répartition des différents dialectes.

On a coutume de distinguer quatre principaux dialectes du breton correspondant aux anciens évêchés bretonnants, bien que du point de vue linguistique ces limites se révèlent souvent arbitraires :
- Cornouaillais (kerneveg), parlé en Cornouaille (Kerne(v) ou Bro Gerne(v)) :
  - les deux tiers sud du Finistère (Carhaix, Quimper, Pont-Aven, Quimperlé, Douarnenez, Pont-l'Abbé, Sein, Châteaulin, Plougastel-Daoulas…),
  - dans le sud-ouest des Côtes-d’Armor (Rostrenen…)
  - ainsi que dans une partie nord-ouest du Morbihan (Gourin, Langonnet, Le Faouët…)
  - à Belle-Île-en-Mer
- Léonard (leoneg), parlé en Léon (Leon ou Bro Leon), c’est-à-dire le tiers nord du département du Finistère (Brest, Morlaix, Plouguerneau, Landerneau, Saint-Pol-de-Léon, Landivisiau, Ouessant…)
- Trégorrois (tregerieg), parlé dans le Trégor (Treger ou Bro Dreger), c’est-à-dire le nord-est du Finistère et dans le nord-ouest des Côtes-d’Armor (Plestin-les-Grèves, Guingamp, Lannion, Tréguier…)
- Vannetais (gwenedeg), parlé dans le vannetais (Gwened ou Bro Wened) :
  - toute la zone bretonnante du département du Morbihan (à l’exception de Belle-Île et des régions autour du Faouët et de Gourin) : Vannes, Pontivy, Lorient, Plouay, Guémené-sur-Scorff, Baud, Auray, Quiberon, Sarzeau, …
  - la commune finistérienne d’Arzano.

On distingue parfois également le dialecte du Goëlo, parlé dans la région de Paimpol, généralement considéré comme inclus dans le trégorrois, mais qui fait historiquement partie du dialecte oriental (Erwan Vallerie). Les différences les plus notables concernent la prononciation /v/ ou /f/ des terminaisons -v là ou les autres dialectes prononcent /o/, /w/, ..., et l'affaiblissement de l'uvulaire c'h (ainsi, c'hwerv /χwɛʁw/, amer en français, se prononce localement /wɛʁf/).
Il est bon également de distinguer le breton de Batz-sur-Mer, près de Guérande, (ou breton du Pays nantais) qui a perduré jusqu'au milieu du XXe siècle, et qui est suffisamment différent du breton vannetais pour être traité à part . En Loire-Atlantique, le voyageur et écrivain Arnold von Harff a aussi relevé quelques phrases du breton de Nantes tel qu'il était parlé à la fin du XVe siècle. 
Le sigle KLTG provient des initiales des noms bretons des diocèses correspondants (Kernev/Bro Gernev, Leon/Bro Leon, Treger/Bro Dreger, Gwened/Bro Gwened)
Ces dialectes comprenennents eux-mêmes des sous-variantes (le goëlloard étant l'un des plus marqués).
Le vannetais étant relativement plus distinct des autres, il est usuel d'opposer ces derniers (KLT) au vannetais. D'ailleurs, les deux koinès écrites étaient basées l'une sur le léonard et l'autre sur le vannetais (cf l'orthographe du breton).
Erwan Vallerie distingue historiquement un dialecte oriental regroupant le vannetais, le breton du Goëllo et l'extrême est de la Cornouaille, à un dialecte occidental qui rassemble le reste. 
En effet, le vannetais diffère notamment des autres variétés par :
- un accent de longueur généralement sur la dernière syllabe et non un accent tonique généralement sur la pénultième comme en KLT.
- une palatalisation des /k/ et /g/ plus systématique.

## Standard central et pôles archaïques
Bien entendu, les langues ignorent les frontières. De même, les différences dialectales apparaissent progressivement (cf continuum linguistique). Aussi ce découpage doit cependant être relativisé. 
Aussi les linguistes modernes distinguent plutôt une vaste zone centrale recouvrant un peu plus que la Cornouaille et des pôles « archaïsants » (ou conservateurs), principalement le léonard et le vannetais.
Les centres de prestige archaïsant (Saint-Pol-de-Léon et Vannes) ont donné naissance aux deux standards écrits historiques (cf. l’orthographe du breton).
La vaste zone centrale a quand-elle donné naissance à un breton « moyen » (parfois appelé « breton de Carhaix »). Il est fortement probable que ce sont les carrefours de route et les échanges économiques qui ont conduit à cette évolution. Ce breton moyen s'est progressivement étendu, isolant le breton du Goëlo (qui par certains traits est proche des archaïsmes léonais), mordant dans le domaine du vannetais en s'infiltrant par les routes.
La très grande majorité des innovations linguistiques s'est opérée dans cette zone centrale.

### Innovations linguistiques
La zone centrale a été à l'origine de nombreuses innovations linguistiques qui se sont ensuite progressivement diffusées vers les autres régions.
Les pôles archaïsants ou conservateurs se caractérisent par la persistance de tournures ou de mots tombées en désuétude dans la zone centrale (et de ce fait plus proche du vieux breton et parfois du gallois et du cornique).
Par exemple, il existe deux tournures pour rendre le pronom objet, l'une conservatrice, l'autre « moderne ». Les deux tournures sont comprises partout mais la forme ancienne est majoritairement utilisée en Léon et en Vannetais. Dans la zone centrale, la forme moderne est la plus usuelle ; cependant la forme ancienne reste utilisée dans des tournures figées, notamment religieuses (par exemple : « Ni ho salud Itron Varia », dont le pendant en français est « Je vous salue Marie »).
| Tournure archaïsante | Tournure innovée         | Cornique           | Traduction          |
| -------------------- | ------------------------ | ------------------ | ------------------- |
| Me he c’har          | Me a gar anezhi          | My a's kar         | Je l’aime (elle)    |
| N’az klevan ket      | Ne glevan ket ac’hanout  | Ny'th klewav       | Je ne t’entends pas |
| Ma gwelet a rez      | Gwelet a rez ac’hanon    | Ow gweles a wredh  | Tu me vois          |
| Deuit d’am sikour    | Deuit da sikour ac’hanon | Dewgh dhe'm gweres | Venez m’aider       |

Il existe d’autres innovations comme :
- la régularisation de la conjugaison du verbe avoir dans l’est (’meump, ’neunt, …) (a contrario l’infinitif régulier bezañ est apparu au nord-ouest tandis que bout reste employé ailleurs),
- régularisation de la conjugaison de gouzout sur une base verbale quelconque,
- régularisation des formes fléchies de la préposition a à l'oral,
- etc.

Un autre exemple concerne le tutoiement. Dans une vaste zone au sud, le tutoiement, même s'il est compris, est tombé hors d'usage ou n'est qu'utilisé qu'entre femmes ou envers les enfants.

### La prononciation
Les dialectes « conservateurs » tendent à prononcer presque tout, alors que dans la zone centrale, il est très courant que l'accent tonique soit tellement fort que ce qui n'est pas accentué (particules verbales, phonèmes post toniques, ...) tende à s'élider. Selon le niveau de langue (chant, discussion entre familiers, adresse à un officiel, ...), les phrases sont plus moins contractées.
Exemples :
- le mot kenavo (« salut/au-revoir ») peut se prononcer kenavezo, kenavo, kenvo, keno, ...
- « plijout a ra din » (« ça me plait ») peut se prononcer de /plijoudaradin/ à /plij'radin/
- le mot peogwir (« parce que », littéralement « parce qu'il est vrai que ») peut se prononcer /pazeogwir/, /pegwir/, ...

Les isoglosses distinguant le traitement du z (anciens th et d : /z/, rien ou /h/) et du v (/v/, /w/ ou rien) intervocaliques recouvrent à peu près les limites de ces zones.
Le chuintement, la palatalisation, la modification de certains points de flexion, les pseudo mutations telles que ch/j, la disparition ou l'apparition de diphtongues, ... sont d'autres phénomènes qui varient à l'oral.